# Monkberry Moon Delight
Monkberry Moon Delight es una canción del músico y cantante británico Paul McCartney, incluida en su segundo álbum de estudio Ram, lanzado al mercado en el año 1971. La canción es la pista número ocho del álbum antes mencionado, y a pesar de que no fue lanzado como sencillo se convirtió en una de las más populares de McCartney.

## Creación y significado
La letra de la canción ha sido estudiada y analizada muchas veces por fanes y admiradores de McCartney, tratando de buscar un significado claro a ésta. Lo cierto es que la letra fue ideada por McCartney al oír a sus hijos decirle "Monk" a la leche (en vez de Milk, como es en inglés) y el nombre nació de esa idea de llamar a la bebida que Linda McCartney les preparaba con leche.

## Créditos
- Paul McCartney: Voz principal, guitarra eléctrica
- Linda McCartney: Armonía vocal, coros.